# اندیس آنومالی گورخون
آنومالی گورخون یک اندیس فلزی است که در حوالی شهر عباس آباد استان سمنان قرار دارد و مادهٔ معدنی موجود در آن، طلا است.سنگ میزبان این اندیس سنگ‌های آذرآواری و رسوبات تبخیری (نمک) است و دیرینگی آن به دوران ائوسن- کواترنری می‌رسد. 